# País Yebala
El País Yebala (en árabe بلاد جبالة blād Ŷbāla; en amazig, ⵊⴱⴰⵍⴰ Jbala; en francés, Pays Jbala) es una región histórica y cultural del noroeste de Marruecos, que se extiende desde Tánger hasta el río Uarga (sur) y hasta el Rif Central (este), e incluye las llanuras atlánticas desde Tánger a Larache - desembocadura del río Lucus, límite con las llanuras del Garb y las montañas que los geógrafos denominan Prerrif o Baja montaña rifeña. 
Sus habitantes se denominan yebalíes. Se diferencian de los rifeños (más al este) en que a pesar de que ambos son de origen bereber y morisco, los yebalíes desde muy temprano hablan un dialecto del árabe, el yebalí. 
Se cuentan 48 tribus marroquíes en el País Yebala, cada una con su respectivo territorio, los cuales se encuentran en las provincias marroquíes de Chauen, Fahs-Anyera, Larache, Rincón-Castillejos, Tánger-Arcila y Tetuán en la región de Tánger-Tetuán-Alhucemas y la provincia de Taunat en la región de Fez-Mequinez
No se debe confundir con Tingitania o Transfretania, término que originalmente se refiere a la provincia romana de Mauritania Tingitana y que actualmente se refiere a la península Tingitana, que es una región histórico-geográfica. El nombre proviene de Tingis, nombre romano para Tánger.

## Origen del nombre
La palabra Yebala aparece en el siglo XVI o XVII para referirse a esta región del norte de Marruecos, y viene a sustituir al antiguo Gomara transmitido por historiadores como Al-Bakri, Ibn Jaldún y León el Africano. Las llanuras atlánticas de Tánger a Larache son las denominadas históricamente con el término Habt. La población a la que Ibn Jaldún denomina Gomara coincide aproximadamente con los límites de la actual Yebala y fue una población bereber perteneciente a una estructura superior denominada Masmuda, también bereber.

## Historia
La región de Yebala ha estado expuesta históricamente a sucesivas oleadas de población árabe y bereber: entre ellas, los bereberes Senhaya, que se habrían localizado al norte del Uarga, en las montañas Beni Mestara, Beni Mesguilda, y Erhuna; la penetración árabe del siglo VIII; los árabes Banu Hilal en el siglo XI; y en influjo de las dinastías bereberes Almohade y Almorávide. La arabización de Yebala es temprana y bastante intensa, pero mucho más en las llanuras atlánticas que en el área mediterránea entre Chauen y Ued Lau.

## Organización administrativa
La organización administrativa del Estado marroquí divide el territorio de Yebala en cinco prefecturas y dos provincias: las prefecturas de Tánger-Arcila, Fahs-Beni Mekkada, y Tetuán, y las provincias de Larache y Chauen. Las provincias y las prefecturas están divididas a su vez en círculos y comunas. Los límites de los territorios controlados por las cabilas yebalíes en la época en que se instauran los Protectorados español y francés han sido erosionados por las divisiones administrativas establecidas por los españoles y franceses antes de 1956 y por el Estado marroquí a partir de 1956. 
Los territorios Yebala incluidos en la provincia de Sidi Kacem son los que controlaban las antiguas cabilas de Beni Mestara, Beni Mesguilda, y Erhuna en la época de la instauración de los Protectorados. La nómina de cabilas integradas en Yebala varía en función de la fuente a la que se recurra. La lista elaborada por Mouliéras, un sociólogo francés que publica una obra sobre Yebala a finales del siglo XIX, incluye cincuenta y dos tribus, bastantes más de las que en época reciente considera yebalíes la llamada «Carta de poblamiento del Marruecos Septentrional» publicada en una obra colectiva editada por el Grupo Pluridisciplinar de Estudios sobre la Yebala (1991: 459-460); esta relación contemporánea refiere como yebalíes cuarenta y cuatro tribus, ocho menos que Mouliéras.
En 1925, el llamado Tratado de Madrid, firmado por España y Francia durante la guerra del Rif, divide las "zonas de influencia" de los dos países europeos sobre Yebala. Las aspiraciones francesas y españolas sobre el Uarga y el curso alto del río Lucus, establecen una línea que deja en zona francesa varias cabilas yebalíes.

## Geografía

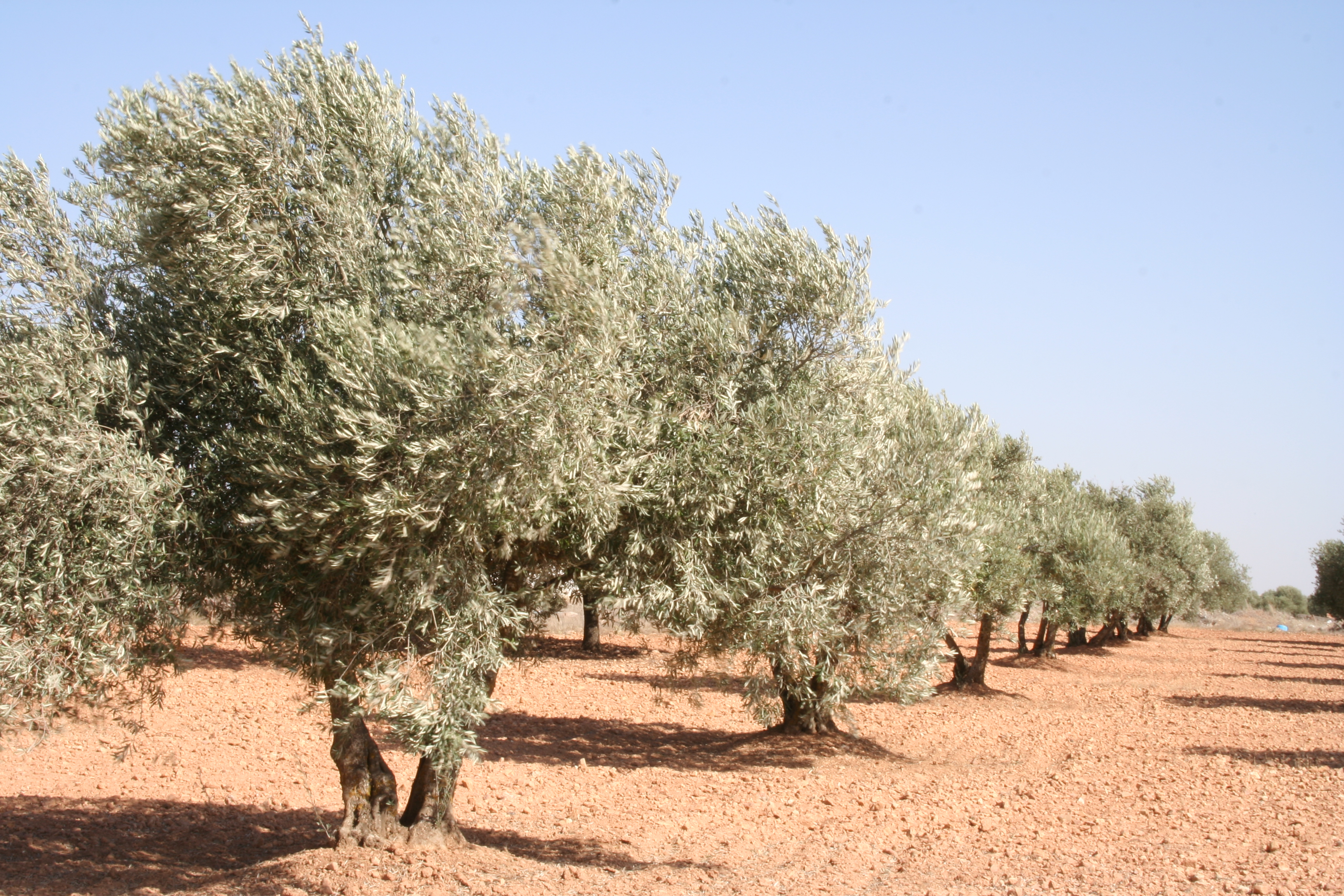
El olivo es uno de los cultivos importantes en el país Yebala.

La región de Yebala es una de las más urbanizadas de Marruecos (ciudades de Tánger, Tetuán, Larache, Alcazarquivir, Chauen y Uezán), y su densidad de población también es de las más altas. La sociedad yebalí es una sociedad rural y campesina cuya economía de mercado se basa en una agricultura de tipo mediterráneo: trigo, olivo, y árboles frutales. Las comunicaciones son bastante precarias, sobre todo en las áreas rurales: las ciudades están comunicadas con los núcleos rurales de mayor entidad por carreteras de asfalto o de aglomerado, pero la mayor parte de estos mismos núcleos rurales están comunicados entre sí por pistas de tierra, y existen todavía hoy numerosas aldeas sin pistas de acceso.
La región es objeto de múltiples programas de desarrollo europeos, y es la región de Marruecos que mayores ayudas en cooperación recibe por parte de España. La acción de un buen número de asociaciones locales y extranjeras y de ONG españolas y francesas completa este mapa de la acción por el desarrollo en Yebala.
Las tasas de alfabetización son bastante bajas en el ámbito rural, sobre todo entre la población femenina.
La división sexual del trabajo en el ámbito rural de Yebala descarga sobre las mujeres la mayor parte de las actividades productivas, tanto las domésticas como las extradomésticas. Las mujeres se encargan de la mayor parte de las labores asociadas a la agricultura, y también a las artesanías: la artesanía cerámica, una actividad en vías de desaparición en muchas áreas de Yebala, es un buen ejemplo de ello.

## Religión
La amplia mayoría de la población de Yebala es musulmana, concretamente suní. La extensión del sufismo es bastante amplia y existen numerosas zawiyas en todo el territorio, sobre todo Derkawiyyin y Alamiyyin (Derkaoua y del Yebel Alam). La práctica del culto a los "santos" (awliya) pervive con gran fuerza en la zona. Las principales figuras de este culto son Mulay Abdeslam ben Mchich, Mulay Abd el Kader el Jilani y Sidi Ahmed Ben Ayiba.
- Datos: Q428046